# Libnotes (Goniodineura) luteithorax
Libnotes (Goniodineura) luteithorax is een tweevleugelige uit de familie steltmuggen (Limoniidae). De soort komt voor in het Oriëntaals gebied.